# Stigmella freyella
Stigmella freyella là một loài bướm đêm thuộc họ Nepticulidae. Loài này có ở Hà Lan to vùng Baltic và Nga, southwards to the Mediterranean region. Nó cũng được tìm thấy ở Bắc Phi.
Sải cánh dài 4–5 mm. In Central châu Âu there are two generations per year.
Ấu trùng ăn Calystegia sepium, Calystegia soldanella, Convulvulus althaeoides, Convulvulus arvensis và Convulvulus elegans. Chúng ăn lá nơi chúng làm tổ. 